# Georg Hillgärtner
Georg Hillgärtner (* 24. März 1822 in Frankenthal, Königreich Bayern; † 23. Oktober 1865 in St. Louis, Vereinigte Staaten) war ein Revolutionär des Pfälzischen Aufstands 1849 und später US-amerikanischer Journalist.

## Leben
Georg Hillgärtner war der Sohn des Bäckers und Stadtrats Peter Ludwig Hillgärtner (* 1792), der 1832 den Preßverein in Frankenthal mitbegründete. Er studierte Rechtswissenschaften und war vor dem zweiten Staatsexamen als Rechtskandidat in Frankenthal tätig. Mit jungen Kollegen gründete er 1848 den demokratischen Verein der Stadt. Im folgenden Jahr gehörte er mit Peter Fries und dem Glockengießer Georg Hamm auch dem geschäftsführenden Kreisausschuss des Pfälzischen Volksvereins an, dessen Sitz von Neustadt an der Haardt nach Frankenthal verlegt wurde. Am 27. April 1849 lud dieser Verein alle politischen Vertreter der Pfalz zu einer „vorbereitenden Versammlung“ auf den 1. Mai nach Kaiserslautern ein, für den 2. Mai war eine Versammlung „aller Männer der Pfalz“ anberaumt, um München zur Anerkennung der Reichsverfassung zu zwingen. Am Abend des 2. Mai wählten 100 Teilnehmer den „Landesverteidigungsausschuß“, später „Landesausschuß für die Verteidigung und Durchführung der Reichsverfassung“. Am folgenden Tag wurden die Bürgerwehren in die Volkswehr überführt.
Am 17. Mai 1849 wurde eine Provisorische Regierung der Rheinpfalz gewählt, die bis Ende des Monats Civilkommissäre ernannte, die die bayerischen Landkommissäre ersetzten. Hillgärtner wurde in Frankenthal eingesetzt. Als solcher beschlagnahmte er mit Georg Hamm staatliche Kassen und forderte königliche Beamte zur Eidesleistung auf. Die pfälzische Justiz verurteilte ihn 1851 in Abwesenheit zum Tode.
Nach der Niederschlagung des Pfälzischen Aufstands emigrierte Hillgärtner in die Schweiz und dann nach England. Als Sekretär Gottfried Kinkels ging er 1852 nach Amerika, um dort Geld für eine erneute Revolution zu sammeln. Zeitweise war Hillgärtner als Anwalt in Chicago und Dubuque, Iowa tätig. Die amerikanischen Turner wählten ihn 1859 zum Präsidenten. Journalistisch war er für die Illinois Staats-Zeitung in Chicago und 1859 für die Westliche Post in St. Louis tätig, die Carl Daenzer herausgab. Zuletzt wechselte er in St. Louis zur Neuen Zeit, nach anderen Angaben zum Anzeiger des Westens. Hillgärtner kämpfte für die Abschaffung der Sklaverei und wurde kurz vor seinem Tod in ein Bundesamt eingesetzt. Er starb in Armut. Seine Freunde setzten ihm in St. Louis ein Denkmal.

## Belege
1. ↑  Georg Hillgärtner ist nicht im oberfränkischen Frankenthal (Vierzehnheiligen (Bad Staffelstein)) geboren.
2. 1 2 3 4  Rudolf H. Böttcher: Georg Hillgärtner – gibt seine besten Jahre für die Deutsche Presse in Amerika. In: Die Familienbande der pfälzischen Revolution 1848/1849. Ein Beitrag zur Sozialgeschichte einer bürgerlichen Revolution. Sonderheft des Vereins für Pfälzisch-Rheinische Familienkunde. Band 14. Heft 6. Ludwigshafen am Rhein 1999. S. 283.
3. 1 2  hdbg.eu: Georg Hillgärtner. In: Menschen aus Bayern. Abgerufen am 4. Februar 2025.

| Personendaten    | Personendaten                                             |
| ---------------- | --------------------------------------------------------- |
| NAME             | Hillgärtner, Georg                                        |
| ALTERNATIVNAMEN  | Hillgärtner, Georg Adam (vollständiger Name)              |
| KURZBESCHREIBUNG | bayerischer Revolutionär und US-amerikanischer Journalist |
| GEBURTSDATUM     | 24. März 1822                                             |
| GEBURTSORT       | Frankenthal, Königreich Bayern                            |
| STERBEDATUM      | 23. Oktober 1865                                          |
| STERBEORT        | St. Louis, Vereinigte Staaten                             |